# Lahemo
Lahemo is een bestuurslaag in het regentschap Nias van de provincie Noord-Sumatra, Indonesië. Lahemo telt 1052 inwoners (volkstelling 2010).